# Spelartrupper under världsmästerskapet i ishockey för herrar 2014
Varje spelartrupp inför VM i ishockey ska innehålla minst femton utespelare samt två målvakter, eller maximalt tjugotvå utespelare och tre målvakter. Alla sexton deltagande nationslag ska via sina respektive ishockeyförbund presentera sina laguppställningar innan VM organisationens första möte.
| Nationslag       |           |           |             |
| Danmark          | Finland   | Frankrike | Italien     |
| Kanada           | Kazakstan | Lettland  | Norge       |
| Ryssland         | Schweiz   | Slovakien | Sverige     |
| Tjeckien         | Tyskland  | USA       | Vitryssland |
| Källor och noter |           |           |             |

## Vitryssland
En spelartrupp bestående av 25 namn presenterades den 6 maj.
- Huvudledare: Glen Hanlon
- Assisterande ledare: Oleg Mikulchik
- Assisterande ledare: Eduard Zankovets

### Utespelare
| Nummer | Position | Spelare                | Klubb                    |
| ------ | -------- | ---------------------- | ------------------------ |
| 5      | D        | Nikolai Stasenko       | Severstal Cherepovets    |
| 7      | D        | Vladimir Denisov – A   | Torpedo Nizjnij Novgorod |
| 11     | D        | Andrei Karev           | Yunost Minsk             |
| 16     | F        | Geoff Platt            | Lokomotiv Yaroslavl      |
| 17     | F        | Aleksej Kaljuzjnij – C | Dinamo Minsk             |
| 18     | F        | Alexei Ugarov          | Admiral Vladivostok      |
| 23     | F        | Andrei Stas            | Dinamo Minsk             |
| 25     | D        | Oleg Yevenko           | Lowell River Hawks       |
| 27     | F        | Alexei Yefimenko       | Dinamo Minsk             |
| 28     | F        | Konstantin Koltsov     | Atlant Mytisjtji         |
| 37     | F        | Nikita Osipov          | Metallurg Zhlobin        |
| 46     | F        | Andrei Kostitsyn       | Traktor Tjeljabinsk      |
| 57     | D        | Ivan Usenko            | Dinamo Minsk             |
| 61     | F        | Andrei Stepanov        | Amur Khabarovsk          |
| 73     | F        | Artem Volkov           | Yunost Minsk             |
| 74     | F        | Sergei Kostitsyn       | Avangard Omsk            |
| 77     | F        | Alexander Kitarov      | Dinamo Minsk             |
| 84     | F        | Michail Grabovskij – A | Washington Capitals      |
| 88     | F        | Evgeni Kovyrshin       | Severstal Cherepovets    |
| 89     | D        | Dmitry Korobov         | Syracuse Crunch          |
| 91     | D        | Kirill Gotovets        | Milwaukee Admirals       |
| 92     | D        | Roman Graborenko       | Albany Devils            |

### Målvakter
| Nummer | Spelare       | Klubb            |
| ------ | ------------- | ---------------- |
| 1      | Vitali Koval  | Torpedo Novgorod |
| 31     | Andrei Mezin  | Avangard Omsk    |
| 35     | Kevin Lalande | Dinamo Minsk     |

## Kanada
En spelartrupp med tjugo namn presenterades 17 april.
- Huvudledare: Dave Tippett
- Assisterande ledare: Peter DeBoer
- Assisterande ledare: Paul Maurice

### Utespelare
| Nummer | Position | Spelare            | Klubb               |
| ------ | -------- | ------------------ | ------------------- |
| 3      | D        | Kevin Bieksa – C   | Vancouver Canucks   |
| 4      | D        | Ryan Ellis         | Nashville Predators |
| 5      | D        | Jason Garrison     | Vancouver Canucks   |
| 7      | F        | Kyle Turris – A    | Ottawa Senators     |
| 10     | F        | Brayden Schenn     | Philadelphia Flyers |
| 11     | F        | Jonathan Huberdeau | Florida Panthers    |
| 14     | F        | Alexandre Burrows  | Vancouver Canucks   |
| 19     | F        | Cody Hodgson       | Buffalo Sabres      |
| 20     | F        | Troy Brouwer       | Washington Capitals |
| 21     | F        | Matt Read          | Philadelphia Flyers |
| 23     | F        | Sean Monahan       | Calgary Flames      |
| 24     | D        | Morgan Rielly      | Toronto Maple Leafs |
| 25     | F        | Jason Chimera – A  | Washington Capitals |
| 27     | D        | Braydon Coburn     | Philadelphia Flyers |
| 29     | F        | Nathan MacKinnon   | Colorado Avalanche  |
| 42     | F        | Joel Ward          | Washington Capitals |
| 43     | F        | Nazem Kadri        | Toronto Maple Leafs |
| 44     | D        | Erik Gudbranson    | Florida Panthers    |
| 55     | F        | Mark Scheifele     | Winnipeg Jets       |
| 57     | D        | Tyler Myers        | Buffalo Sabres      |

### Målvakter
| Nummer | Spelare       | Klubb               |
| ------ | ------------- | ------------------- |
| 30     | Ben Scrivens  | Edmonton Oilers     |
| 34     | James Reimer  | Toronto Maple Leafs |
| 35     | Justin Peters | Carolina Hurricanes |

## Tjeckien
Den 5 maj 2014 presenterades en 27-mannatrupp.
- Huvudledare: Vladimír Růžička
- Assisterande ledare: Jaroslav Špaček
- Assisterande ledare: Ondřej Weissmann

### Utespelare
| Nummer | Position | Spelare           | Klubb                  |
| ------ | -------- | ----------------- | ---------------------- |
| 2      | D        | Jakub Kindl       | Detroit Red Wings      |
| 3      | D        | Petr Zámorský     | PSG Zlín               |
| 10     | F        | Roman Červenka    | SKA Saint Petersburg   |
| 12     | F        | Jiří Novotný      | HC Lev Praha           |
| 17     | F        | Vladimír Sobotka  | St. Louis Blues        |
| 20     | F        | Jakub Klepiš      | HC Lev Praha           |
| 23     | D        | Ondřej Němec – A  | HC Lev Praha           |
| 24     | F        | Jiří Hudler       | Calgary Flames         |
| 26     | F        | Martin Zaťovič    | HC Karlovy Vary        |
| 29     | D        | Jan Kolář         | HC Donbass             |
| 43     | F        | Jan Kovář         | Metallurg Magnitogorsk |
| 46     | D        | Roman Polák       | St. Louis Blues        |
| 47     | D        | Michal Jordán     | Charlotte Checkers     |
| 48     | F        | Tomas Hertl       | San Jose Sharks        |
| 55     | D        | Martin Ševc       | HC Lev Praha           |
| 60     | F        | Tomáš Rolinek – C | HC Sparta Praha        |
| 64     | F        | Jiří Sekáč        | HC Lev Praha           |
| 68     | F        | Jaromír Jágr – A  | New Jersey Devils      |
| 74     | D        | Ondřej Vitásek    | HC Bílí Tygři Liberec  |
| 88     | F        | Jakub Petružálek  | Ak Bars Kazan          |

### Målvakter
| Nummer | Spelare         | Klubb                      |
| ------ | --------------- | -------------------------- |
| 1      | Jakub Kovář     | Avtomobilist Jekaterinburg |
| 53     | Alexander Salák | SKA Sankt Petersburg       |

## Danmark
En spelatrupp med 24 namn presenterades den 4 maj 2014.
- Huvudledare: Janne Karlsson
- Assisterande ledare: Tomas Jonsson
- Assisterande ledare: Theis Møller-Hansen

### Utespelare
| Nummer | Position | Spelare              | Klubb                   |
| ------ | -------- | -------------------- | ----------------------- |
| 2      | D        | Phillip Bruggisser   | Kristianstads IK        |
| 3      | D        | Philip Larsen        | Edmonton Oilers         |
| 6      | D        | Stefan Lassen        | Graz 99ers              |
| 9      | F        | Frederik Storm       | Malmö Redhawks          |
| 11     | F        | Patrick Bjorkstrand  | KHL Medveščak Zagreb    |
| 13     | F        | Morten Green – C     | Schwenninger Wild Wings |
| 17     | F        | Nicklas Jensen       | Vancouver Canucks       |
| 19     | F        | Kim Staal            | Starbulls Rosenheim     |
| 22     | D        | Markus Lauridsen     | Lake Erie Monsters      |
| 25     | D        | Oliver Lauridsen     | Adirondack Phantoms     |
| 28     | D        | Emil Kristensen      | IK Oskarshamn           |
| 29     | F        | Morten Madsen – A    | Hamburg Freezers        |
| 33     | F        | Julian Jakobsen      | Hamburg Freezers        |
| 36     | F        | Jannik Hansen        | Vancouver Canucks       |
| 38     | F        | Morten Poulsen       | IK Oskarshamn           |
| 40     | F        | Jesper Jensen        | Karlskrona HK           |
| 41     | D        | Jesper B. Jensen – A | Rögle BK                |
| 60     | F        | Mads Christensen     | Eisbären Berlin         |
| 89     | F        | Mikkel Bødker        | Phoenix Coyotes         |

### Målvakter
| Nummer | Spelare           | Klubb         |
| ------ | ----------------- | ------------- |
| 1      | Patrick Galbraith | Karlskrona HK |
| 31     | Simon Nielsen     | Lukko         |

## Finland
En spelartrupp med 25 namn presenterades den 6 maj 2014.
- Huvudledare: Erkka Westerlund
- Assisterande ledare: Lauri Marjamäki
- Assisterande ledare: Ari Moisanen
- Assisterande ledare: Hannu Virta

### Utespelare
| Nummer | Position | Spelare               | Klubb                   |
| ------ | -------- | --------------------- | ----------------------- |
| 5      | D        | Atte Ohtamaa          | Oulun Kärpät            |
| 6      | D        | Tommi Kivistö         | Ilves                   |
| 10     | D        | Jere Karalahti        | Jokerit                 |
| 12     | F        | Olli Jokinen – C      | Winnipeg Jets           |
| 13     | F        | Petteri Wirtanen      | HC Donbass              |
| 18     | D        | Tuukka Mäntylä        | Metallurg Novokuznetsk  |
| 19     | F        | Veli-Matti Savinainen | HC Yugra                |
| 21     | F        | Jori Lehterä – A      | HC Sibir Novosibirsk    |
| 22     | F        | Miikka Salomäki       | Milwaukee Admirals      |
| 25     | F        | Pekka Jormakka        | Tappara                 |
| 26     | F        | Jarkko Immonen        | Torpedo Nizhny Novgorod |
| 27     | F        | Petri Kontiola        | Traktor Tjeljabinsk     |
| 28     | F        | Jyri Marttinen        | Ässät                   |
| 34     | F        | Olli Palola           | Tappara                 |
| 38     | D        | Juuso Hietanen        | Torpedo Nizhny Novgorod |
| 42     | F        | Jere Sallinen         | Örebro HK               |
| 47     | D        | Ville Lajunen         | Färjestad BK            |
| 61     | F        | Tommi Huhtala         | Espoo Blues             |
| 71     | F        | Leo Komarov – A       | HC Dynamo Moscow        |
| 81     | F        | Iiro Pakarinen        | Helsingfors IFK         |
|        | F        | Erik Haula            | Minnesota Wild          |

### Målvakter
| Nummer | Spelare        | Klubb                |
| ------ | -------------- | -------------------- |
| 31     | Mikko Koskinen | HC Sibir Novosibirsk |
| 32     | Juuse Saros    | HPK                  |
| 35     | Pekka Rinne    | Nashville Predators  |

## Frankrike
En spelartrupp med 25 namn presenterades den 5 maj 2014.
- Huvudledare: Dave Henderson
- Assisterande ledare: Pierre Pousse

### Utespelare
| Nummer | Position | Spelare                      | Klubb               |
| ------ | -------- | ---------------------------- | ------------------- |
| 4      | D        | Antonin Manavian             | Dragons de Rouen    |
| 7      | F        | Yorick Treille               | Brûleurs Grenoble   |
| 9      | F        | Damien Fleury                | Lausanne HC         |
| 10     | F        | Laurent Meunier – C          | Straubing Tigers    |
| 13     | F        | Luc Tardif                   | Brûleurs Grenoble   |
| 14     | F        | Stéphane Da Costa            | Binghamton Senators |
| 18     | D        | Yohann Auvitu                | JYP Jyväskylä       |
| 21     | F        | Antoine Roussel              | Dallas Stars        |
| 22     | F        | Brian Henderson              | Ducs d'Angers       |
| 24     | F        | Julien Desrosiers            | Dragons de Rouen    |
| 25     | F        | Nicolas Ritz                 | Ducs de Dijon       |
| 26     | D        | Benjamin Dieude-Fauvel       | Quad City Mallards  |
| 27     | D        | Baptiste Amar – A            | Brûleurs Grenoble   |
| 28     | F        | Damien Raux                  | Rouges Briançon     |
| 41     | F        | Pierre-Édouard Bellemare – A | Skellefteå AIK      |
| 55     | D        | Jonathan Janil               | Dragons de Rouen    |
| 62     | D        | Florian Chakiachvili         | Rouges Briançon     |
| 71     | F        | Anthony Guttig               | Hokki               |
| 74     | D        | Nicolas Besch                | KH Sanok            |
| 80     | F        | Teddy Da Costa               | Hokki               |

### Målvakter
| Nummer | Spelare        | Klubb         |
| ------ | -------------- | ------------- |
| 39     | Cristobal Huet | Lausanne HC   |
| 49     | Florian Hardy  | Ducs d'Angers |

## Tyskland
En spelartrupp med 26 namn presenterades den 7 maj 2014.
- Huvudledare: Pat Cortina
- Assisterande ledare: Helmut de Raaf
- Assisterande ledare: Niklas Sundblad

### Utespelare
| Nummer | Position | Spelare             | Klubb                 |
| ------ | -------- | ------------------- | --------------------- |
| 3      | D        | Justin Krueger      | SC Bern               |
| 9      | F        | Tobias Rieder       | Portland Pirates      |
| 17     | F        | Marcus Kink – A     | Adler Mannheim        |
| 18     | F        | Kai Hospelt         | Adler Mannheim        |
| 19     | F        | Thomas Oppenheimer  | Hamburg Freezers      |
| 22     | F        | Matthias Plachta    | Adler Mannheim        |
| 28     | F        | Frank Mauer         | Adler Mannheim        |
| 29     | F        | Alexander Barta – A | EHC München           |
| 34     | D        | Benedikt Kohl       | EHC Wolfsburg         |
| 36     | F        | Yannic Seidenberg   | EHC München           |
| 48     | D        | Frank Hördler – C   | Eisbären Berlin       |
| 55     | F        | Felix Schütz        | Admiral Vladivostok   |
| 63     | F        | Alexander Weiss     | Kölner Haie           |
| 71     | F        | Leon Draisaitl      | Prince Albert Raiders |
| 81     | D        | Torsten Ankert      | Kölner Haie           |
| 82     | D        | Sinan Akdag         | Krefeld Pinguine      |
| 86     | F        | Daniel Pietta       | Krefeld Pinguine      |
| 90     | D        | Constantin Braun    | Eisbären Berlin       |
| 91     | D        | Moritz Mueller      | Kölner Haie           |
| 92     | F        | Marcel Noebels      | Adirondack Phantoms   |

### Målvakter
| Nummer | Spelare              | Klubb           |
| ------ | -------------------- | --------------- |
| 30     | Philipp Grubauer     | Hershey Bears   |
| 33     | Danny aus den Birken | Kölner Haie     |
| 72     | Rob Zepp             | Eisbären Berlin |

## Italien
En 25 mannatrupp presenterades den 28 april 2014.
- Huvudledare: Tom Pokel
- Assisterande ledare: Alexander Gschliesser
- Assisterande ledare: Fabio Polloni

### Utespelare
| Nummer | Position | Spelare                  | Klubb                  |
| ------ | -------- | ------------------------ | ---------------------- |
| 3      | F        | Markus Gander            | Bolzano-Bozen Foxes    |
| 4      | D        | Daniel Sullivan          | HC Asiago              |
| 8      | F        | Marco Insam              | Bolzano-Bozen Foxes    |
| 9      | D        | Armin Hofer              | HC Pustertal Wölfe     |
| 10     | F        | Giulio Scandella         | HC Pustertal Wölfe     |
| 13     | F        | Nate DiCasmirro – A      | Sheffield Steelers     |
| 15     | F        | Luca Felicetti           | SG Cortina             |
| 17     | D        | Alexander Egger – C      | Bolzano-Bozen Foxes    |
| 18     | F        | Anton Bernard            | Bolzano-Bozen Foxes    |
| 19     | F        | Dan Tudin                | Ritten Sport           |
| 21     | F        | Patrick Bona             | HC Pustertal Wölfe     |
| 22     | F        | Diego Kostner            | HC Lugano              |
| 24     | D        | Trevor Johnson           | HC Valpellice          |
| 25     | F        | Joachim Ramoser          | EC Red Bull Salzburg   |
| 27     | D        | Thomas Larkin            | Evansville IceMen      |
| 41     | F        | Dave Borrelli            | HC Asiago              |
| 50     | D        | Christian Borgatello – A | HC Pustertal Wölfe     |
| 53     | D        | Alex Trivellato          | Eisbären Berlin        |
| 64     | F        | Brian Ihnacak            | Malmö Redhawks         |
| 74     | D        | Davide Nicoletti         | Bolzano-Bozen Foxes    |
| 87     | F        | Nicola Fontanive         | Hockey Milano Rossoblu |
| 88     | F        | Vince Rocco              | IF Troja-Ljungby       |

### Målvakter
| Nummer | Spelare           | Klubb            |
| ------ | ----------------- | ---------------- |
| 1      | Andreas Bernard   | SaiPa            |
| 30     | Daniel Bellissimo | VIK Västerås HK  |
| 34     | Alex Caffi        | HC Neumarkt-Egna |

## Kazakstan
- Huvudledare: Ari-Pekka Selin
- Assisterande ledare: Raimo Helminen
- Assisterande ledare: Timur Mukhameyan
- Assisterande ledare: Yerlan Sagymbayev

### Utespelare
| Nummer | Position | Spelare                | Klubb                |
| ------ | -------- | ---------------------- | -------------------- |
| 2      | D        | Roman Savchenko        | Barys Astana         |
| 5      | D        | Alexei Litvinenko – A  | Barys Astana         |
| 7      | D        | Maxim Semyonov         | Barys Astana         |
| 8      | F        | Talgat Zhailauov       | Barys Astana         |
| 18     | F        | Fedor Polishchuk       | Barys Astana         |
| 29     | D        | Alexei Vasilchenko     | Traktor Tjeljabinsk  |
| 33     | F        | Andrei Gavrilin        | Barys Astana         |
| 36     | F        | Dmitri Upper – A       | Barys Astana         |
| 38     | D        | Kevin Dallman          | SKA Saint Petersburg |
| 48     | F        | Roman Starchenko       | Barys Astana         |
| 52     | D        | Anton Kazantsev        | Yermak Angarsk       |
| 55     | D        | Evgeni Blokhin         | Barys Astana         |
| 57     | F        | Mikhail Panshin        | Barys Astana         |
| 62     | F        | Vadim Krasnoslobodtsev | Torpedo Novgorod     |
| 80     | F        | Nik Antropov – C       | Barys Astana         |
| 81     | F        | Konstantin Pushkaryov  | Barys Astana         |
| 82     | F        | Andrei Spiridonov      | Nomad Astana         |
| 85     | F        | Konstantin Romanov     | Barys Astana         |
| 87     | D        | Artemi Lakiza          | Barys Astana         |
| 92     | F        | Mikhail Rakhmanov      | Barys Astana         |

### Målvakter
| Nummer | Spelare          | Klubb          |
| ------ | ---------------- | -------------- |
| 1      | Pavel Poluektov  | Nomad Astana   |
| 28     | Alexei Ivanov    | Spartak Moscow |
| 31     | Vitali Yeremeyev | Barys Astana   |

## Lettland
Den 7 maj 2014 presenterades en 25-mannatrupp.
- Huvudledare: Ted Nolan
- Assisterande ledare: Tim Coolen
- Assisterande ledare: Karlis Zirnis

### Utespelare
| Nummer | Position | Spelare                | Klubb                 |
| ------ | -------- | ---------------------- | --------------------- |
| 2      | D        | Rodrigo Laviņš         | Dinamo Riga           |
| 3      | F        | Juris Štāls            | HK Poprad             |
| 11     | D        | Kristaps Sotnieks      | Dinamo Riga           |
| 12     | F        | Herberts Vasiļjevs – C | Krefeld Pinguine      |
| 13     | D        | Guntis Galviņš         | AIK IF                |
| 14     | D        | Jēkabs Rēdlihs         | Dinamo Riga           |
| 16     | F        | Kaspars Daugaviņš – A  | Genève-Servette HC    |
| 17     | F        | Aleksandrs Ņiživijs    | Dinamo Riga           |
| 21     | F        | Armands Bērziņš        | Barys Astana          |
| 22     | D        | Māris Jass             | Piráti Chomutov       |
| 24     | F        | Miķelis Rēdlihs        | Lokomotiv Yaroslavl   |
| 25     | F        | Andris Džeriņš         | Dinamo Riga           |
| 28     | F        | Zemgus Girgensons      | Buffalo Sabres        |
| 29     | F        | Roberts Lipsbergs      | Seattle Thunderbirds  |
| 32     | D        | Artūrs Kulda – A       | Salavat Yulaev Ufa    |
| 47     | F        | Mārtiņš Cipulis        | Dinamo Riga           |
| 52     | D        | Jānis Jaks             | HK Rīga               |
| 70     | F        | Miks Indrašis          | Dinamo Riga           |
| 81     | D        | Georgijs Pujacs        | Dinamo Riga           |
| 87     | F        | Gints Meija            | Dinamo Riga           |
| 90     | F        | Koba Jass              | HC Bílí Tygři Liberec |
| 91     | F        | Ronalds Ķēniņš         | ZSC Lions             |

### Målvakter
| Nummer | Spelare             | Klubb               |
| ------ | ------------------- | ------------------- |
| 31     | Edgars Masaļskis    | HK Poprad           |
| 33     | Ivars Punnenovs     | Rapperswil Lakers   |
| 50     | Kristers Gudļevskis | Tampa Bay Lightning |

## Norge
En spelartrupp med 25 namn presenterades den 5 maj 2014..
- Huvudledare: Roy Johansen
- Assisterande ledare: Per-Erik Alcen
- Assisterande ledare: Knut Jorgen Stubdal

### Utespelare
| Nummer | Position | Spelare               | Klubb               |
| ------ | -------- | --------------------- | ------------------- |
| 4      | D        | Daniel Sørvik         | Vålerenga Ishockey  |
| 6      | D        | Jonas Holøs – A       | Lokomotiv Yaroslavl |
| 8      | F        | Mads Hansen – A       | Storhamar Dragons   |
| 11     | F        | Andreas Stene         | Sparta Warriors     |
| 13     | F        | Sondre Olden          | Vålerenga Ishockey  |
| 17     | D        | Stefan Espeland       | Vålerenga Ishockey  |
| 18     | F        | Jonas Djupvik Løvlie  | Sparta Warriors     |
| 19     | F        | Per-Åge Skrøder       | Modo Hockey         |
| 20     | F        | Anders Bastiansen – C | Färjestad BK        |
| 21     | F        | Morten Ask            | Vålerenga Ishockey  |
| 22     | F        | Martin Røymark        | Färjestad BK        |
| 23     | D        | Mats Trygg            | Lørenskog IK        |
| 24     | F        | Andreas Martinsen     | Düsseldorfer EG     |
| 26     | F        | Kristian Forsberg     | Modo Hockey         |
| 28     | F        | Niklas Roest          | BIK Karlskoga       |
| 29     | F        | Robin Dahlstrøm       | Örebro HK           |
| 40     | F        | Ken André Olimb       | Düsseldorfer EG     |
| 42     | D        | Henrik Ødegaard       | Missouri Mavericks  |
| 46     | F        | Mathis Olimb          | Frölunda HC         |
| 47     | D        | Alexander Bonsaksen   | Vålerenga Ishockey  |

### Målvakter
| Nummer | Spelare        | Klubb              |
| ------ | -------------- | ------------------ |
| 30     | Lars Haugen    | HK Dinamo Minsk    |
| 34     | Lars Volden    | Espoo Blues        |
| 70     | Steffen Søberg | Vålerenga Ishockey |

## Ryssland
Den 6 maj 2014 presenterades en 26-mannatrupp.
- Huvudledare: Oleg Znarok
- Assisterande ledare: Oleg Kupryanov
- Assisterande ledare: Igor Nikitin
- Assisterande ledare: Harijs Vītoliņš

### Utespelare
| Nummer | Position | Spelare                | Klubb                  |
| ------ | -------- | ---------------------- | ---------------------- |
| 3      | D        | Andrei Zubarev         | Salavat Yulaev Ufa     |
| 6      | D        | Denis Denisov          | CSKA Moscow            |
| 8      | F        | Aleksandr Ovetjkin – C | Washington Capitals    |
| 10     | F        | Viktor Tichonov        | SKA Saint Petersburg   |
| 14     | D        | Alexander Kutuzov      | HC Sibir Novosibirsk   |
| 16     | F        | Sergej Plotnikov       | Lokomotiv Yaroslavl    |
| 23     | D        | Dmitrij Orlov          | Washington Capitals    |
| 25     | F        | Danis Zaripov – A      | Metallurg Magnitogorsk |
| 40     | F        | Sergej Kalinin         | Avangard Omsk          |
| 41     | F        | Nikolaj Kulemin – A    | Toronto Maple Leafs    |
| 42     | F        | Artem Anisimov         | Columbus Blue Jackets  |
| 44     | D        | Egor Jakovlev          | Lokomotiv Yaroslavl    |
| 52     | F        | Sergej Shirokov        | Avangard Omsk          |
| 63     | F        | Jevgenij Dadonov       | HC Donbass             |
| 69     | F        | Aleksandr Burmistrov   | AK Bars Kazan          |
| 73     | D        | Maxim Tjudinov         | SKA Saint Petersburg   |
| 77     | D        | Anton Belov            | SKA Saint Petersburg   |
| 82     | D        | Jevgenij Medvedev      | Ak Bars Kazan          |
| 87     | F        | Vadim Schipachev       | SKA Saint Petersburg   |
| 90     | F        | Andrej Loktionov       | Carolina Hurricanes    |
| 92     | F        | Jevgenij Kuznetsov     | Washington Capitals    |
| 11     | F        | Jevgenij Malkin        | Pittsburgh Penguins    |

### Målvakter
| Nummer | Spelare            | Klubb                 |
| ------ | ------------------ | --------------------- |
| 1      | Anton Khudobin     | Carolina Hurricanes   |
| 35     | Andrej Vasilevskij | Salavat Yulaev Ufa    |
| 72     | Sergej Bobrovskij  | Columbus Blue Jackets |

## Slovakien
En spelartrupp med 25 namn presenterades den 3 maj 2014.
- Huvudledare: Vladimír Vůjtek
- Assisterande ledare: Peter Oremus
- Assisterande ledare: Vladimir Orszagh

### Utespelare
| Nummer | Position | Spelare            | Klubb                |
| ------ | -------- | ------------------ | -------------------- |
| 8      | D        | Marek Ďaloga       | HC Pardubice         |
| 9      | F        | Dávid Skokan       | HC Slavia Praha      |
| 11     | D        | Peter Čerešňák     | HK Dukla Trenčín     |
| 12     | D        | Ivan Švarný        | KHL Medveščak Zagreb |
| 15     | F        | Marek Hrivík       | Hartford Wolf Pack   |
| 16     | D        | Juraj Valach       | HC Slavia Praha      |
| 18     | F        | Miroslav Šatan – C | HC Slovan Bratislava |
| 19     | F        | Michel Miklík – A  | HC Slovan Bratislava |
| 21     | F        | Radoslav Tybor     | HC Pardubice         |
| 22     | D        | Karol Sloboda      | HC Vítkovice Steel   |
| 25     | F        | Marek Viedensky    | Worcester Sharks     |
| 27     | F        | Ladislav Nagy – A  | Jokerit              |
| 28     | F        | Richard Pánik      | Tampa Bay Lightning  |
| 52     | D        | Martin Marinčin    | Edmonton Oilers      |
| 59     | F        | Andrej Šťastný     | HC Slovan Bratislava |
| 65     | F        | Tomáš Marcinko     | HC Košice            |
| 71     | F        | Juraj Mikúš        | HC Slovan Bratislava |
| 77     | F        | Martin Réway       | Gatineau Olympiques  |
| 90     | F        | Tomáš Tatar        | Detroit Red Wings    |
| 91     | D        | Ján Brejčák        | HC Slovan Bratislava |

### Målvakter
| Nummer | Spelare        | Klubb                |
| ------ | -------------- | -------------------- |
| 32     | Jaroslav Janus | HC Slovan Bratislava |
| 50     | Ján Laco       | HC Donbass           |
| 88     | Július Hudáček | HC Pardubice         |

## Sverige
En spelatrupp med 25 namn presenterades den 6 maj 2014.
- Huvudledare: Pär Mårts
- Assisterande ledare: Rikard Grönborg
- Assisterande ledare: Peter Popovic

### Utespelare
| Nummer | Position | Spelare             | Klubb                  |
| ------ | -------- | ------------------- | ---------------------- |
| 4      | D        | Tim Erixon          | Columbus Blue Jackets  |
| 10     | D        | Johan Fransson      | Luleå HF               |
| 11     | F        | Simon Hjalmarsson   | Linköpings HC          |
| 12     | F        | Joakim Lindström    | Skellefteå AIK         |
| 14     | D        | Mattias Ekholm      | Nashville Predators    |
| 15     | F        | Mattias Sjögren     | Linköpings HC          |
| 19     | F        | Calle Järnkrok      | Nashville Predators    |
| 20     | F        | Joel Lundqvist – C  | Frölunda HC            |
| 21     | F        | Jimmie Ericsson – A | Skellefteå AIK         |
| 28     | F        | Dick Axelsson       | Frölunda HC            |
| 29     | D        | Erik Gustafsson     | Philadelphia Flyers    |
| 32     | D        | Magnus Nygren       | Färjestad BK           |
| 40     | F        | Dennis Rasmussen    | Växjö Lakers           |
| 41     | F        | Gustav Nyquist      | Detroit Red Wings      |
| 44     | F        | Nicklas Danielsson  | Rapperswil-Jona Lakers |
| 45     | F        | Oscar Möller        | Skellefteå AIK         |
| 48     | D        | Daniel Rahimi       | Linköpings HC          |
| 51     | D        | Jonas Ahnelöv       | Frölunda HC            |
| 60     | F        | Mikael Backlund – A | Calgary Flames         |
| 86     | F        | Linus Klasen        | Luleå HF               |
| 3      | D        | Niclas Burström     | Skellefteå AIK         |

### Målvakter
| Nummer | Spelare         | Klubb              |
| ------ | --------------- | ------------------ |
| 1      | Joacim Eriksson | Vancouver Canucks  |
| 30     | Linus Ullmark   | Modo Hockey        |
| 31     | Anders Nilsson  | New York Islanders |

## Schweiz
En spelartrupp med 26 namn presenterades den 3 maj 2014.
- Huvudledare: Sean Simpson
- Assisterande ledare: Patrick Fischer
- Assisterande ledare: Colin Muller

### Utespelare
| Nummer | Position | Spelare           | Klubb                |
| ------ | -------- | ----------------- | -------------------- |
| 9      | F        | Thomas Rüfenacht  | HC Lugano            |
| 10     | F        | Andres Ambühl – A | HC Davos             |
| 11     | F        | Benjamin Plüss    | HC Fribourg-Gottéron |
| 12     | F        | Luca Cunti        | ZSC Lions            |
| 13     | F        | Kevin Fiala       | HV71                 |
| 19     | F        | Reto Schäppi      | ZSC Lions            |
| 24     | F        | Reto Suri         | EV Zug               |
| 27     | D        | Dominik Schlumpf  | HC Lugano            |
| 31     | D        | Mathias Seger – C | ZSC Lions            |
| 34     | D        | Dean Kukan        | Luleå HF             |
| 37     | F        | Victor Stancescu  | Kloten Flyers        |
| 58     | D        | Eric Blum         | Kloten Flyers        |
| 70     | F        | Denis Hollenstein | Genève-Servette HC   |
| 77     | D        | Yannick Weber     | Vancouver Canucks    |
| 82     | F        | Simon Moser       | Milwaukee Admirals   |
| 88     | F        | Kevin Romy        | Genève-Servette HC   |
| 90     | D        | Roman Josi – A    | Nashville Predators  |
| 91     | D        | Robin Grossmann   | HC Davos             |
| 92     | F        | Sven Bärtschi     | Abbotsford Heat      |
| 96     | F        | Damien Brunner    | New Jersey Devils    |

### Målvakter
| Nummer | Spelare         | Klubb              |
| ------ | --------------- | ------------------ |
| 20     | Reto Berra      | Colorado Avalanche |
| 63     | Leonardo Genoni | HC Davos           |

## USA
Spelatruppen på 25 spelare presenterades den 2 maj 2014.
- Huvudledare: Peter Laviolette
- Assisterande ledare: Don Granato
- Assisterande ledare: Phil Housley
- Assisterande ledare: Joe Sacco

### Utespelare
| Nummer | Position | Spelare               | Klubb                 |
| ------ | -------- | --------------------- | --------------------- |
| 2      | D        | Jeff Petry            | Edmonton Oilers       |
| 3      | D        | Seth Jones            | Nashville Predators   |
| 8      | D        | Jacob Trouba          | Winnipeg Jets         |
| 9      | F        | Tyler Johnson         | Tampa Bay Lightning   |
| 10     | F        | Jimmy Hayes           | Florida Panthers      |
| 11     | F        | Brock Nelson          | New York Islanders    |
| 12     | F        | Kevin Hayes           | Boston College Eagles |
| 13     | F        | Colin McDonald – A    | New York Islanders    |
| 15     | F        | Craig Smith – A       | Nashville Predators   |
| 19     | F        | Tim Stapleton         | Ak Bars Kazan         |
| 21     | F        | Vincent Trocheck      | Florida Panthers      |
| 23     | F        | Drew Shore            | Florida Panthers      |
| 29     | D        | Jake McCabe           | Buffalo Sabres        |
| 46     | D        | Matt Donovan          | New York Islanders    |
| 51     | D        | Jake Gardiner         | Toronto Maple Leafs   |
| 53     | F        | Johnny Gaudreau       | Calgary Flames        |
| 55     | D        | Connor Murphy         | Phoenix Coyotes       |
| 57     | F        | Tommy Wingels         | San Jose Sharks       |
| 65     | D        | Danny DeKeyser        | Detroit Red Wings     |
| 79     | F        | Andy Miele            | Phoenix Coyotes       |
| 88     | F        | Peter Mueller         | Kloten Flyers         |
| 89     | F        | Justin Abdelkader – C | Detroit Red Wings     |

### Målvakter
| Nummer | Spelare           | Klubb              |
| ------ | ----------------- | ------------------ |
| 30     | Tim Thomas        | Dallas Stars       |
| 33     | David Leggio      | Hershey Bears      |
| 37     | Connor Hellebuyck | Lowell River Hawks |